# Globularia losae
Globularia losae là một loài thực vật có hoa trong họ Mã đề. Loài này được L.Villar, Sesé & Ferrández mô tả khoa học đầu tiên năm 1997.